# Воскобойников, Николай Иванович
Никола́й Ива́нович Воскобо́йников (1803 — после 1846) — русский учёный, горный инженер, геолог, один из основоположников российской нефтедобычи на Апшеронском полуострове.

## Биография
Сын Ивана Тимофеевича Воскобойникова, штаб-лекаря, служившего на Воткинском заводе.
В 1823 году окончил Горный кадетский корпус; был четвёртым по успеваемости на курсе. По правилам тех лет, действовавшим в учебном заведении, выпускник должен был отработать два года как практикант на реальном производстве, после чего получал чин горного инженера. Для прохождения практики зачислен в состав Закавказской (Грузинской) горной экспедиции.
Уже в первые годы работы на азербайджанских нефтяных промыслах Воскобойников сделал ряд важных новаторских исследований и открытий. Воскобойников регулярно отправлял отчёты о своих изысканиях в Санкт-Петербург в Альма-матер. Преподаватели Горного высоко оценили труды Воскобойникова, вследствие чего ещё совсем недавний студент в 1825 г. стал членом-корреспондентом «Горного журнала» по Закавказскому краю.
Воскобойников составил классификацию местной нефти, дал описание каждого из балаханских колодцев. Он сравнил нефть, добываемую в Балаханах, с нефтью, добываемой в окрестностях Сурахан. Нефть из Сурахан называлась в то время «белой нефтью», она была лёгкой и светлой. В Балаханах, напротив, вязкой, тяжёлой и тёмной, такая нефть проходила несколько больше этапов перегонки, нежели белая. Воскобойников, применив знания в области химии, дал научное обоснование явлению, именуемому «белая нефть».
Воскобойников описал процесс добычи нефти с помощью колодцев. В дальнейшем, уже будучи управляющим нефтяными промыслами, он успешно внедрил им же ранее разработанную технологию ступенчатых колодцев. Эта технология позволила добывать на поверхность нефть с большей глубины залегания, при этом не прибегая к увеличению гужевой тяги, используемой для поднятия нефти наверх. Также Воскобойников усовершенствовал механизмы крепления колодцев и механизмы поднятия нефти.
Разработал предложения по улучшению условий хранения нефти, впервые указал на тесную связь между проявлениями грязевого вулканизма и нефтяными месторождениями. Большинство этих трудов Воскобойникова датируются 1827 годом.
С 1834 г. майор Корпуса горных инженеров.
В 1834 г. Воскобойников уже был управляющим одновременно Бакинских и Ширванских соляных и нефтяных промыслов.
В том же году Воскобойников направил донесение министру финансов Е. Ф. Канкрину с предложением организовать в Баку переработку нефти. Воскобойников резонно указывал, что более 90 % добываемой на Апшеронском полуострове нефти продается непереработанной в Иран и лишь оставшееся количество пудов перерабатывается и поступает на внутренний рынок. При этом Россия закупала дорогой импортный, в первую очередь американский, фотоген.
В ноябре 1837 г. в Балаханах по проекту Воскобойникова было завершено строительство завода по переработке чёрной нефти, в том же году завод начал выпуск продукции. На заводе впервые в мировой практике был применён ряд технологических новшеств, таких как перегонка нефти вместе с водяным паром и подогрев нефти с помощью природного газа.
В конце 1830-х Воскобойников начинает разрабатывать проект по добыче нефти с помощью бурения скважин. Основываясь на своих собственных геологических изысканиях, он планирует заложить скважины в долине Биби-Эйбат. Но осуществлению этих планов помешал клеветнический донос, где Воскобойников обвинялся в злоупотреблениях и казнокрадстве. По прошествии нескольких лет специально созданная комиссия из Тифлиса сняла с Воскобойникова все обвинения.
В 1844 г., по предложению члена Совета Главного управления Кавказом Василия Николаевича Семенова, в Биби-Эйбате начались подготовительные работы к бурению нефтяных скважин. В 1846 г. за более чем 10 лет до известной пенсильванской скважины Эдвина Дрейка была пробурена первая разведывательная скважина. Первая в мире современная нефтяная скважина была также пробурена в Биби-Эйбате в период с 1847 по 1848 год. В историографических материалах советских лет, связанных с бурением скважин в Биби-Эйбате, широко встречается имя статского советника Василия Семёнова, в некоторых из них он упомянут как инженер. Однако в историографических материалах российского периода отмечается, что у Семёнова не было инженерного образования и должного опыта. Это нисколько не уменьшает заслуг Семёнова, так как будучи опытным чиновником, он приложил немалые усилия в лоббировании проведения работ в вышестоящих правительственных кругах. В донесении от 1844 г. Василий Семёнов семь раз в положительном контексте отметил опального инженера Воскобойникова, следующим образом:

…обращался к находившемуся в то время в Баку подполковнику Корпуса горных инженеров Воскобойникову, управлявшему долгое время Бакинскими нефтяными промыслами, и успевшему приобрести по сей части обширные теоретические и практические познания…
— Василий Семёнов
В 1846 году под руководством уже нового директора Бакинских нефтяных промыслов майора Корпуса горных инженеров Алексеева была пробурена первая в мире разведочная скважина на нефть глубиной 21 м. Есть упоминания о вкладе в дело бурения нефтяных скважин ещё двух горных инженеров, выпускников Санкт-Петербургского Горного кадетского корпуса — Казимире Юнзеле и Иване Комарове.
Сведения о Воскобойникове, датируемые после 1838 г., крайне скудны, он покинул нефтяные промыслы на Апшеронском полуострове и на время следствия продолжил научную работу в других регионах. С 1841 г. асессор Закавказской (Грузинской) казенной экспедиции. Провёл исследования месторождений руд меди, свинца, мышьяка, железа, каменной соли, нефти, минеральных вод на территории Закавказья и Кавказа, в Крыму и на территории Ирана.
Персидскими властями был награждён Орденом Льва и Солнца. В 1843—1844 гг. проводил геологические изыскания на территории современного Ирана. Переправил в Санкт-Петербург в Горный университет не менее шести крупных партий образцов минералов, каждая из которых состояла из несколько сотен единиц с подробным описанием и привязкой к местности. В 1846 г. в чине полковника Корпуса горных инженеров вышел в отставку, после чего вновь направился в Персию, где его следы окончательно теряются.
См. также:
- Балаханы
- Сураханы
- Биби-Эйбат (месторождение)
- Нефтяная промышленность Азербайджана в XIX веке
- Дрейк, Эдвин